# Étude op. 25, no 7 de Chopin
Pour un article plus général, voir Études de Chopin.
L'Étude op. 25, no 7 en do dièse mineur est une étude technique pour piano solo composée par Frédéric Chopin en 1834. Très différente du schéma général de Chopin en matière de virtuosité technique, cette étude se concentre plutôt sur la perfection du son et du phrasé, en particulier pour la main gauche.

## Structure
L'Étude Op. 25, No. 7 est alternativement connue sous le nom de « Violoncelle » en raison de la mélodie proéminente jouée à la main gauche. Elle est au tempo Lento, 66 BPM selon la première édition allemande. À l'exception des mesures 26, 27 et 52, qui contiennent un passage rapide pour la main gauche, l'étude est très simple et élémentaire sur le plan du rythme, mais pas de l'harmonie. Cette étude est en forme ternaire (ABA) où le thème, basé sur la première scène du deuxième acte de Norma, l'opéra de son ami V. Bellini est répété quatre fois tout au long de la pièce, entrecoupé de variations modulées d'autres mélodies et cadences.